# Affaire Guillaume
L’affaire Guillaume est, sur le plan politique, l’affaire d’espionnage la plus marquante de l’Allemagne d’après-guerre. Le 24 avril 1974, Günter Guillaume, l’un des collaborateurs les plus proches du chancelier fédéral allemand Willy Brandt, est démasqué en tant qu’espion de la RDA. Le chancelier endosse la responsabilité politique et démissionne de son poste le 7 mai 1974. Aujourd’hui encore, il semble que l’affaire Guillaume n’ait pas été le seul motif de cette démission dans la mesure où les informations divulguées à la RDA ne relevaient pas véritablement de la sécurité. Günter Guillaume fut démasqué en même temps que sa femme, Christel Boom, qui travaillait elle aussi pour les services de renseignement.

## Activités d'espionnage
Suivant les ordres du Hauptverwaltung Aufklärung (HVA) ou « administration centrale de reconnaissance » de la Stasi, Günter Guillaume se rend en République fédérale en tant qu’OibeE (officier en affectation spéciale) en 1956. Ce collaborateur du Ministère de la sécurité d’Etat de RDA et officier de la Volksarmee prétend être un réfugié. Dès son arrivée, il est chargé des activités du SPD et se distingue rapidement au sein de l’aile plus conservatrice du parti à Francfort-sur-le-Main. En 1970, Günter Guillaume obtient le poste de collaborateur à la chancellerie fédérale et devient, en octobre 1972, conseiller personnel du chancelier pour les activités du SPD. À ce poste, il a pour tâche d’organiser les réunions de Willy Brandt avec le parti, puisqu’au-delà de sa fonction de chancelier, celui-ci était également à la tête du SPD. Günter Guillaume doit également gérer les correspondances au sein du parti social-démocrate. Il appartient ainsi au cercle fermé des collaborateurs de Willy Brandt et est l’un des seuls à pouvoir l’accompagner lors de ses voyages personnels.

## La chute
C’est au travers de vœux envoyés par la HVA à Günter Guillaume et sa femme, que le service de renseignements ouest-allemand réussit à les démasquer dans les années 1950. Le 1er février et le 6 octobre 1956, ce sont des vœux d’anniversaire pour « Georg » puis pour « Chr » qui sont diffusés sur les ondes courtes. Mi-avril 1956, un autre type de message est diffusé : « Toutes nos félicitations pour ce deuxième garçon ! » (Il est ici fait référence à la naissance de Pierre, le second fils de Günter Guillaume). Le service fédéral de renseignements réussit à déchiffrer ces messages et décide de les archiver. Ces enregistrements permettent d’établir sans aucun doute possible l’identité de Günter Guillaume et de confirmer ses activités au service de la HVA. 
En février 1973, Heinrich Schoregge, secrétaire administratif de l’Office fédéral de protection de la constitution à Cologne était chargé de trois affaires d’espionnage, dans lesquelles le nom de Günter Guillaume revenait systématiquement. Un collègue lui communique alors les messages enregistrés au cours des dix-sept dernières années. Il va en vérifier les informations qu’il réussira par la suite à relier au couple. Schoregge rédige un rapport, à la suite de quoi on lui conseille  « d’observer attentivement les époux ». L’enquête menée sur le compte de Günter Guillaume dans les années 1970 prouve qu’il était suspecté d’espionnage depuis de nombreuses années par les services de renseignement : en 1954, un ancien sous-officier de la Wehrmacht ayant travaillé dans la maison d’édition de Berlin-Est Volk und Wissen, avait déjà alerté le service fédéral de renseignements à son sujet. Cet informateur s’était alors servi de cette maison d’édition pour faire parvenir des informations concernant la décision de l’espion de partir à l’Ouest « dans le but de gagner de l’influence dans l’édition, l’imprimerie et auprès d’individus pour ensuite les faire passer à l’Est ». En 1956, Günter Guillaume émigre en République fédérale, où il fait carrière dès 1964 en tant que fonctionnaire pour le SPD. Dès 1969, le service fédéral de renseignements tente en vain de prévenir la chancellerie du plan de Guillaume.
Le 29 mai 1973, Günther Nollau, président de l’Office fédéral de protection de la constitution, fait part, pour la première fois, de ses soupçons concernant Günter Guillaume à l’ancien ministre de l’Intérieur Hans-Dietrich Genscher. Ce dernier en réfère alors au chancelier. Nollau lui conseille tout d’abord de laisser Guillaume à son poste afin de l’observer et de se faire une idée précise de la gravité de son acte de trahison, tout en utilisant ce temps pour rassembler davantage de preuves. Willy Brandt donne son accord pour le suivi de cette stratégie et informe uniquement son chef de cabinet, Reinhard Wilke, et le chef de la chancellerie Horst Grabert. Ni Egon Bahr, le plus proche conseiller de Brandt, ni Horst Ehmke, prédécesseur de Horst Grabert qui avait choisi Günter Guillaume, ne sont mis au courant. La longueur de l’enquête permet au suspect de rester encore quelque temps parmi les proches du chancelier et de continuer à l’accompagner en juillet 1973 lors de ses vacances en Norvège.
Le 1er mars 1974, Günther Nollau et Hans-Dietrich Genscher rendent visite au chancelier et le premier l’informe de l’enquête en cours sur le compte de Günter Guillaume. D’après lui, son arrestation se fera sous deux à trois semaines. Mais face à l’absence de preuves recevables, Günther Nollau propose de remettre les éléments d’enquête accumulés au Generalbundesanwalt (équivalent du procureur général de la République en France) afin qu’il décide de la procédure à suivre. Willy Brandt sous-estime alors le caractère explosif de l’affaire qui, d’après lui, va simplement se tasser et à laquelle il décide donc de ne plus porter autant d’attention. 
Le 24 avril 1974, Günter Guillaume et sa femme sont arrêtés pour espionnage. Au moment de leur incarcération, il scande : « Je suis officier de l’armée populaire nationale de RDA et administrateur de la Stasi. Je vous demande de respecter mon honneur d’officier », puis se tait durant le reste du procès, car l’entrevue qu’il avait exigée avec le chancelier Brandt, dommage collatéral de cette affaire, lui a été refusée.
En 1975, Günter Guillaume et sa femme sont condamnés respectivement à treize et huit ans de prison pour haute trahison, peine écourtée en 1981 à la suite d'un échange d’espions entre la RDA et la RFA.

## Démission du chancelier
Le 1er mai 1974, Klaus Kinkel, porte-parole personnel du ministre de l’Intérieur Hans-Dietrich Genscher, transmet à Willy Brandt un dossier du chef de l’Office fédéral de police criminelle (Bundeskriminalamt), Horst Herold.
Dans ce document figurent les témoignages des gardes du corps de Willy Brandt qui avaient été récupérés lors de l’enquête menée sur Günter Guillaume. On y trouve également des déclarations concernant la consommation d’alcool et les affaires de mœurs du chancelier. Günter Guillaume aurait même été la personne qui lui « fournissait » les femmes concernées. L’entourage de Willy Brandt craignait que ces détails, dont quelques-uns avaient déjà été relayés aux médias, ne soient utilisés par ses adversaires politiques au cours de la prochaine campagne électorale (qui eut lieu en 1976). Horst Herold et Günther Nollau, eux, mettaient en avant le risque que la RDA ne fasse chanter le chancelier au moyen d’indiscrétions et de divulgations de détails croustillants. Lors d’une discussion personnelle, Günther Nollau conseille à Herbert Wehner de pousser Willy Brandt à la démission.
Le soir du 4 mai 1974, à Bad Münstereifel, Willy Brandt et Herbert Wehner échangent pendant une heure en marge des délibérations menées entre le SPD et les syndicats dans la Haus Münstereifel. C’est probablement parce que Herbert Wehner n’a pas expressément déconseillé à Willy Brandt de se retirer de son poste, que ce dernier a présenté sa démission. Il est également possible que le cercle dirigeant du SPD - et principalement Herbert Wehner - en soit arrivé à la conclusion qu’à travers ses problèmes de dépression, de maladie et d’alcoolisme, Willy Brandt se trouvait affaibli et n’aurait pas la force de supporter la prochaine campagne électorale. Le parti a sans doute également estimé que ses chances de réussite n’en seraient que meilleures s’il choisissait de soutenir un nouveau candidat, extérieur à cette affaire. Herbert Wehner a plus tard indiqué qu’il avait assuré son soutien à l’ancien chancelier, quelle qu’eût été sa décision. Mais Willy Brandt avait bien compris qu’il ne possédait plus l’aval ni de Herbert Wehner, ni de Helmut Schmidt, ni même des autres membres de son parti. C’est la remarque de sa femme qui, au matin, a fait pencher la balance, lorsqu’elle lui a déclaré : « chacun doit prendre ses responsabilités ».
Au matin du 5 mai 1974, Willy Brandt annonce sa démission aux membres du SPD présents à Bad Münstereifel. Le soir du 6 mai, il fait parvenir, au Président fédéral Gustav Heinemann qui séjourne à Hambourg, une lettre officielle par le biais du chef de la chancellerie Horst Graber. Dans cette lettre, il affirme assumer l’entière responsabilité de sa décision de ne pas arrêter Günter Guillaume, décision qui sera par la suite vue comme une négligence. Dans la lettre personnelle qui accompagne l’écrit officiel de sa démission, il précise : « je continuerai la politique mais pour le moment, je dois me décharger de ce fardeau ». Le 7 mai 1974 à minuit, la station de radio NDR annonce la démission du chancelier. Le lendemain, les journaux télévisés diffusent une scène qui restera ensuite gravée dans la mémoire collective. Durant la séance parlementaire, Herbert Wehner pose un énorme bouquet de fleurs sur le fauteuil de Willy Brandt ; en larmes, Egon Bahr enfouit son visage dans ses mains.
Plus tard, dans une interview accordée au journaliste Reinhold Beckmann, Helmut Schmidt affirme que c’est principalement l’état de dépression du chancelier qui l’a mené à démissionner. Il explique ensuite qu’il était véritablement « effrayé » à l’idée d’être le successeur de Willy Brandt et raconte qu’il lui avait écrit pour lui dire que cette affaire n’était, pour lui, pas une raison de démissionner.

## Conséquences politiques
L’affaire Guillaume a eu lieu peu après la signature du traité fondamental ; Brandt a démissionné cinq jours après l’ouverture de la représentation permanente de la RFA en RDA. Même si la déclaration officielle du gouvernement de la RDA d’après laquelle Guillaume avait déjà été « désactivé » à la suite de la politique de détente doit être discutée, la chute de Willy Brandt ne présentait pas d’intérêt pour la RDA, qui cautionnait l'Ostpolitik (« politique vers l'Est », en allemand). D’après la déclaration de Markus Wolf, ancien chef du service de renseignements de la RDA, la chute de Willy Brandt n’avait été prévue à aucun moment, et était considérée par la Stasi comme une véritable erreur stratégique.
À la suite de la démission de Brandt, on compte beaucoup d’échanges non-officiels entre les gouvernements de la RFA et de la RDA ayant pour but de limiter les dommages. En effet, le gouvernement ouest-allemand a ainsi indiqué au gouvernement est-allemand que le temps était venu de mettre en place la politique de normalisation, dans la mesure où « à l’avenir, les limites des services de renseignements seront vraiment respectées », et a invité la RDA à veiller à ce qu’une telle affaire ne se reproduise pas en la mettant en garde contre les « graves conséquences  sur les relations entre les deux Allemagne » qu’elle aurait.
On dit que Wehner aurait appelé Helmut Schmidt à devenir chancelier avec la phrase « Helmut, tu dois le faire maintenant ». Schmidt aurait été étonné de cette volonté qu’il devienne chancelier et se serait montré réticent, disant qu’il ne faisait que répondre à un sentiment de mission à accomplir. Après sa nomination par le SPD, Schmidt est élu chancelier le 16 mai 1974. Brandt restera chef du SPD jusqu’en 1987. En 1994, les notes sur « l’affaire G » de Brandt sont publiées à titre posthume ; il y règle ses comptes avec Wehner.

## Citations
- Willy Brandt : « L’un des conseils qui m’ont été répétés est que je n’aurais pas dû permettre que des documents secrets passent dans les mains des agents pendant mes vacances en Norvège l’été dernier. Il est grotesque de considérer qu’un chancelier puisse être sujet à des pressions. Je ne le suis en aucun cas ».

- Willy Brandt, face aux caméras de télévision à une date ultérieure : « En réalité, j’étais très fatigué pour des raisons qui n’avaient rien à voir avec ce qui se passait à l’époque »[6].

- Herbert Wehner, à la question « Pensiez-vous que la démission était nécessaire ? » : « Pour moi, rien n’était nécessaire. Le 6 mai 1974, j’ai vu Willy Brandt tôt le matin ; ce jour-là, il a annoncé à un groupe restreint de la coalition, dont je faisais partie, qu’il avait décidé de démissionner à la suite de l’affaire Guillaume et des négligences apparues - aucun n’était d’accord : ni les trois membres du FPD, ni l’autre membre du SPD. A ce moment, j’ai expliqué qu’il n’y avait aucune raison qu’il démissionne, mais - et j’ai rajouté : la responsabilité qu’il a eue dans les semaines en question aurait pu mener à cela. Ce n’est pas la responsabilité d’un ministre, mais celle d’un secrétaire d’Etat (pas que je mette en cause les secrétaires d’Etat) si des textes ont été codés et décodés par des gens qui n’avaient jamais rien eu à faire avec le sujet. Et autrement je dis qu’il faut bien que quelqu’un prenne une décision. Tout ceci ne relève pas de la fonction de chancelier. Ca a été le cas pendant un moment avec les observations et leur évaluation. C’était mon explication. J’ai expliqué qu’il n’était pas nécessaire que le chancelier Willy Brandt démissionne pour ce qui était considéré comme une négligence. Après un après-midi de réflexion et de discussion, il a déclaré qu’il restait malgré tout sur sa décision ».

- Reinhard Wilke : « Lorsque Guillaume avait été muté dans le bureau du chancelier, Horst Ehmke avait expliqué à Willy Brandt et à moi que des rapports sur les activités dans les années 1950 comportaient des enregistrements radios confus. Il nous a expressément assuré que ces points avaient été éclaircis. Nous nous sommes rangés à son avis car il ne fallait pas porter préjudice à quelqu’un qui était passé à l’Ouest depuis plusieurs années. Au début de l’année 1973, lorsque Genscher a transmis au chancelier un message de Günther Nollau (chef de l’office fédéral de protection de la Constitution) qui recommandait d’observer Guillaume sans apporter aucun nouvel élément, nous estimions tous deux qu’il s’agissait « d’histoire ancienne ». Et nous étions d’avis qu’on ne devait et ne pouvait pas empêcher l’office fédéral de protection de la Constitution de s’intéresser encore à eux, même s’il en ressortait la même chose qu’avant, c’est-à-dire rien. Nous ne considérions pas Guillaume, « le type même du permanent du parti insignifiant », comme Willy Brandt l’a plusieurs fois décrit, comme un espion de haute volée qui était capable de voler des secrets d’Etat. Nous étions confortés dans notre opinion car nous n’avions plus eu de nouvelles de Genscher ou Nollau depuis des mois. »

- Wibke Bruhns, à propos d’une soirée passée avec le chancelier quatre jours avant sa démission : « le triomphe de la victoire électorale a été terni par des turbulences dans la politique intérieure – crise pétrolière, grève des contrôleurs aériens, polémiques violentes quant aux revendications salariales des syndicats des transports. Le chancelier avait des problèmes de santé ; une opération des cordes vocales et un épuisement général l’avaient mis à l’écart de la scène politique pendant un certain temps. Ses difficultés à imposer sa volonté faisaient de plus en plus l’objet de critiques publiques. Elles trouvèrent leur apogée dans les invectives de Herbert Wehner lors d’un voyage à Moscou à l’automne 1973 : « Monsieur aime les bains tièdes, il manque une tête au gouvernement… ».  Le 1er mai 1974, une semaine après l’arrestation des espions de la RDA, Willy Brandt effectuait son dernier voyage en tant que chancelier, un déplacement sur l’île de  Heligoland prévu de longue date. Peu de temps auparavant, il avait obtenu de Klaus Kinkel, chef du cabinet du ministre de l’Intérieur Genscher, une liste répertoriant des déclarations de ses gardes du corps à propos de rencontres avec des femmes que Guillaume lui aurait « amenées ». Brandt sentait bien qu’il ne pourrait s’en relever, qu’après des décennies de campagnes de diffamation menées par les journaux grand public de droite, ce scandale mêlant sexe et roman d’espionnage viendrait à bout de lui. Nous, les journalistes qui l’accompagnaient, n’avons rien vu de cette liste. Le temps était morose, Willy Brandt se retranchait derrière un visage de marbre. Nous n’osions pas lui adresser la parole, en tout cas pas à propos de Guillaume.  Sur le quai, il n’y avait que quelques camarades et le maire pour nous accueillir. En cette fin d’après-midi, l’île était comme morte. Nos hôtes du jour étaient rentrés, les Heligolandais étaient blottis au chaud, chez eux, pour regarder le football. « Avec Günter, ça ne se serait pas passé comme ça », entendait-on murmurer dans le groupe de collègues – Guillaume aurait mêlé le chancelier à la foule des navettes et aurait gardé à l’esprit les horaires du football. Ce fut une soirée animée, où l’alcool a coulé à flots et nous avons chanté « Herrn Pastor sin Kau-jau-jau ». Les braves camarades donnaient des tapes d’encouragement sur l’épaule du grand président – Brandt, qui de toute façon supportait mal ce genre de soirée, se tourna vers une parade éprouvée : il se mit à raconter des blagues. Dans le feu de l’ivresse, il fixa soudainement ses mains. « Vie de merde ! », grommela-t-il. Le lendemain matin, Brandt avait une gueule de bois et fit son apparition dans une veste de costume qui n’allait pas avec son pantalon. Le remplaçant de l’intervenant, un type inexpérimenté, fit attendre le chancelier et tous les autres car il ne s’était pas réveillé à temps. Le retour, sur une mer agitée, ne fut pas agréable »[7].

- Matthias Brandt, fils de Willy Brandt, qui a joué le rôle de Guillaume dans le docudrame de l‘ARD Im Schatten der Macht (Dans l’ombre du pouvoir) en 2003 : « Je trouve intéressant qu’on n’en sache finalement pas tant sur le compte de Guillaume… Je suis fasciné par sa double loyauté, à la fois envers mon père, et envers la RDA »[8].

- Günter Gaus, le représentant permanent de Bonn à Berlin Est : « Quand Guillaume a été démasqué et arrêté, j’ai, à la demande du chancelier, annulé ma prochaine séance de négociations avec Kurt Nier. Nous voulions montrer que ce n’était pas de cette façon que la République fédérale voulait qu’on se comporte avec elle. Au sein de la coalition, tout le monde s’entendait toutefois à dire que la découverte d’un espion dans la chancellerie ne remettait pas en cause la justesse de la politique »[9].

## Au cinéma
Le long métrage de l'ARD Im Schatten der Macht (Dans l’ombre du pouvoir) est  réalisé en 2003 par Oliver Storz, avec Michael Mendl dans le rôle de Willy Brandt, Jürgen Hentsch dans celui de Herbert Wehner, Dieter Pfaff dans celui de Hans-Dietrich Genscher ainsi que Matthias Brandt dans le rôle de Günter Guillaume. L’accent est surtout mis sur les deux dernières semaines de Brandt à la chancellerie, le paroxysme de l’affaire Guillaume. Le docudrame comporte une part de fiction. Puisque certains détails ne pouvaient être reconstitués, on a voulu montrer – selon l’ARD – comment cela aurait pu se passer (notamment dans les conversations entre Brandt et Wehner).